# Клекотів
Кле́котів — село в Україні, у Бродівській міській громаді Золочівського району Львівської області, розташоване за 10 км на північний схід від міста Броди.
Село Клекотів, а також Шнирів, Білявці та Бовдури раніше підпорядковувались Шнирівській сільській раді. Населення становить 314 осіб.

## Географія
Розташоване на території Малого Полісся.

## Історія
Перша письмова згадка належить до 1419 року. Хоча заселення території відбулося значно раніше. У 1880 році тут нараховувалося 50 дворів, де мешкало 520 осіб. Основну частину населення становили українці, були поляки та декілька єврейських родин.
Під час першої світової війни австро-угорська влада евакуювала селян до австрійського Гмюнду, де функціонував табір для українців-галичан, вивезених із районів воєнних дій. Під час бойових дій більша частина села була знищена.
Село Клекотів належало до національно свідомих сіл Брідщини: з кінця XIX століття тут діяла читальня «Просвіти», яка мала свій будинок і бібліотеку; у міжвоєнний період у селі працювала молодіжна організація «Луг», при церкві діяв осередок молодіжної організації «Українська молодь — Христові», досить дієвим було товариство «Сокіл»; Клекотів, одне з чотирьох сіл Бродівського повіту (у 1930-х роках), мало свій духовий оркестр.
Нині в селі працюють Народний дім (керівник Саваринська Г. В.), бібліотека та ФАП (керівник Поліщук Л. В.), а ось Клекотівська загальноосвітня школа І ступеня через відсутність учнів з 1 вересня 2018 року тимчасово припинила свою роботу. В селі зареєстровано селянське (фермерське) господарство «Первоцвіт» (керівник — Олендій П. М.), що займається вирощуванням зернових культур (крім рису), бобових культур і насіння олійних культур.
Поблизу села знаходиться військовий аеродром, перенесений сюди наприкінці 1950-х років з-під Бродів.
12 червня 2020 року, відповідно до розпорядження Кабінету Міністрів України № 718-р «Про визначення адміністративних центрів та затвердження територій територіальних громад Львівської області», село увійшло до складу Бродівської міської громади.
19 липня 2020 року, в результаті адміністративно-територіальної реформи та ліквідації Бродівського району, село увійшло до складу новоствореного Золочівського району.

## Пам'ятки архітектури
- Дерев'яна церква Святого Івана Богослова з дзвіницею, збудовані у 1720 році. Нині церква перебуває в аварійному стані: іконостас відсутній, дверей немає, дах протікає. З церкви викрадено ікони, що були намальовані на стінах церкви. Трагічною є доля дзвіниці церкви Святого Івана Богослова, яку було розібрано у 1993 році (незважаючи на те, що це була пам'яткою архітектури), а на її місці споруджена нова мурована з білої цегли дзвіниця. Обидві пам'ятки 1969 року було внесено до реєстру пам'яток архітектури місцевого значення під № 430-1/м та № 430-2/м.
- Церква Святого Апостола і Євангеліста Іоана Богослова, збудована у 1936-1939 роках.[11] З приходом незалежної України добудували і відкрили нову муровану церкву, а стару дерев'яну перетворили на склад, у якому зберігали риштування, дошки та інші господарські матеріали, які зараз перетворилися на будівельне сміття. Під час облаштування мурованої церкви було продано давній іконостас старого храму. За отримані кошти громада справила сучасний іконостас в новому храмі, однак безповоротно втратила давній безцінний мистецький твір з унікальними іконами. Неприпустимим є те, що церква, яка простояла лихоліття І світової, українсько-польської, радянсько-польської, другої світової воєн, коли фронти нищили майже все село дощенту, втрачається в роки незалежної України.[12] Церква знаходиться в користуванні релігійної громади ПЦУ парафії Апостола і Євангеліста Іоана Богослова.[13]

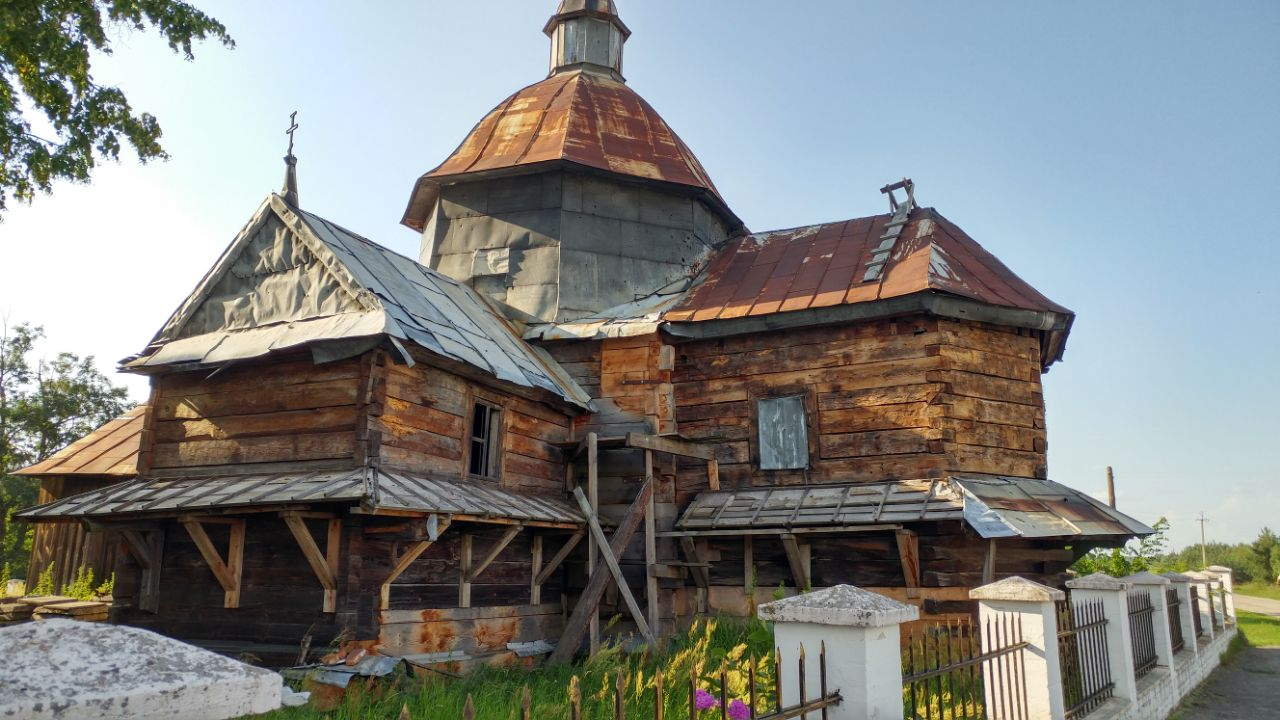
Церква Святого Івана Богослова 1720 року
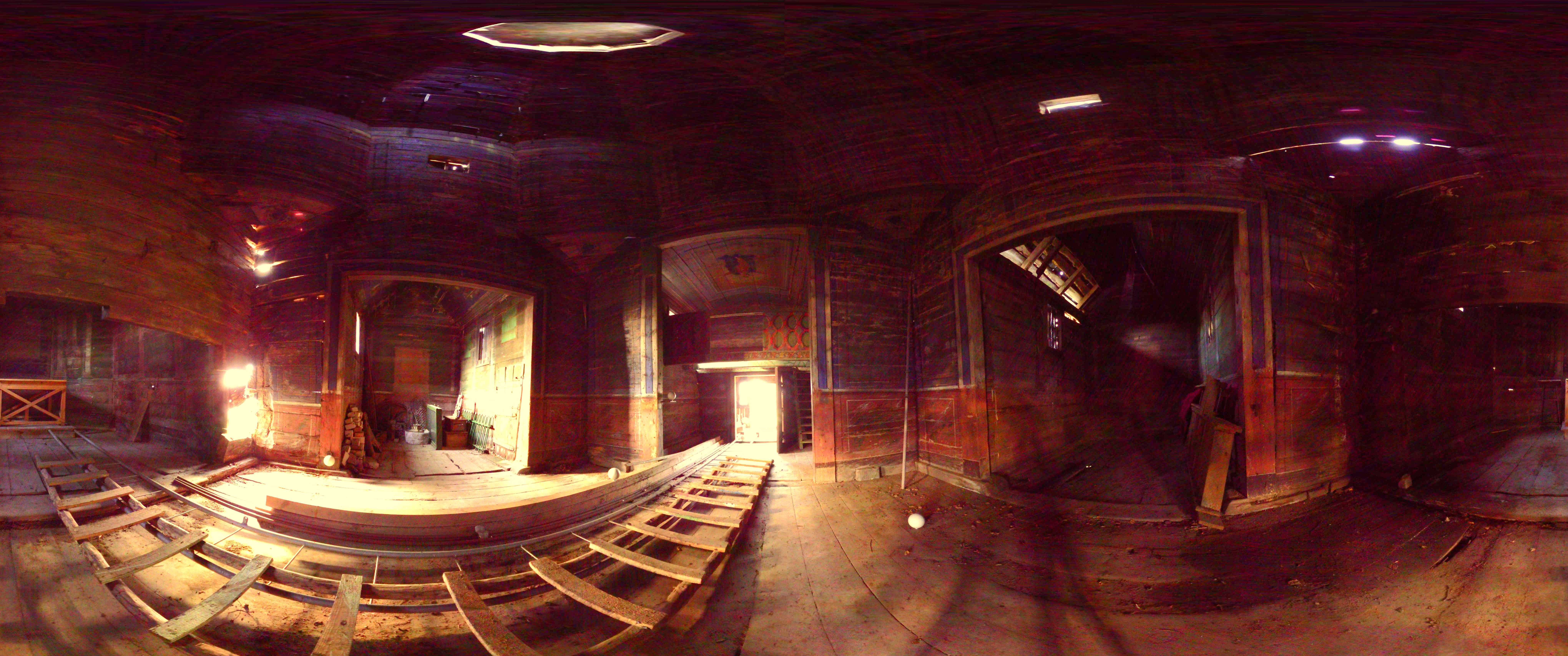
Церква Святого Івана Богослова панорама інтер'єру
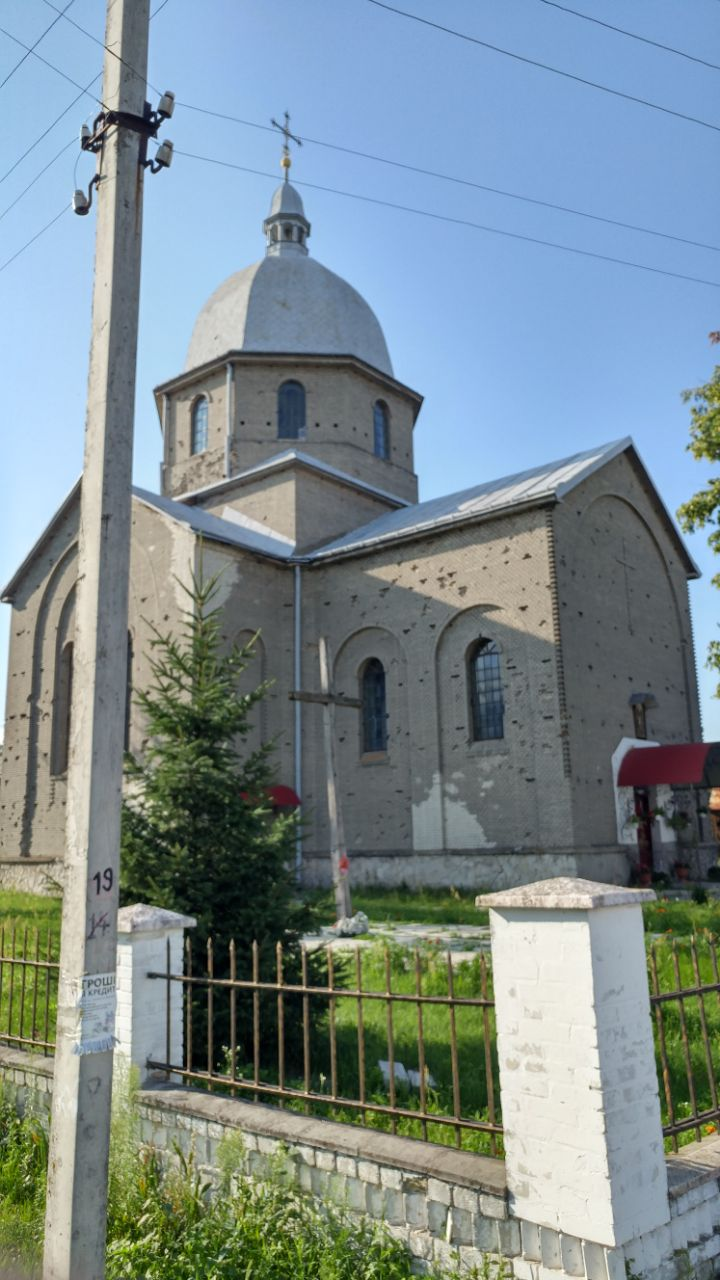
Церква Святого Апостола і Євангеліста Іоана Богослова 1939 року
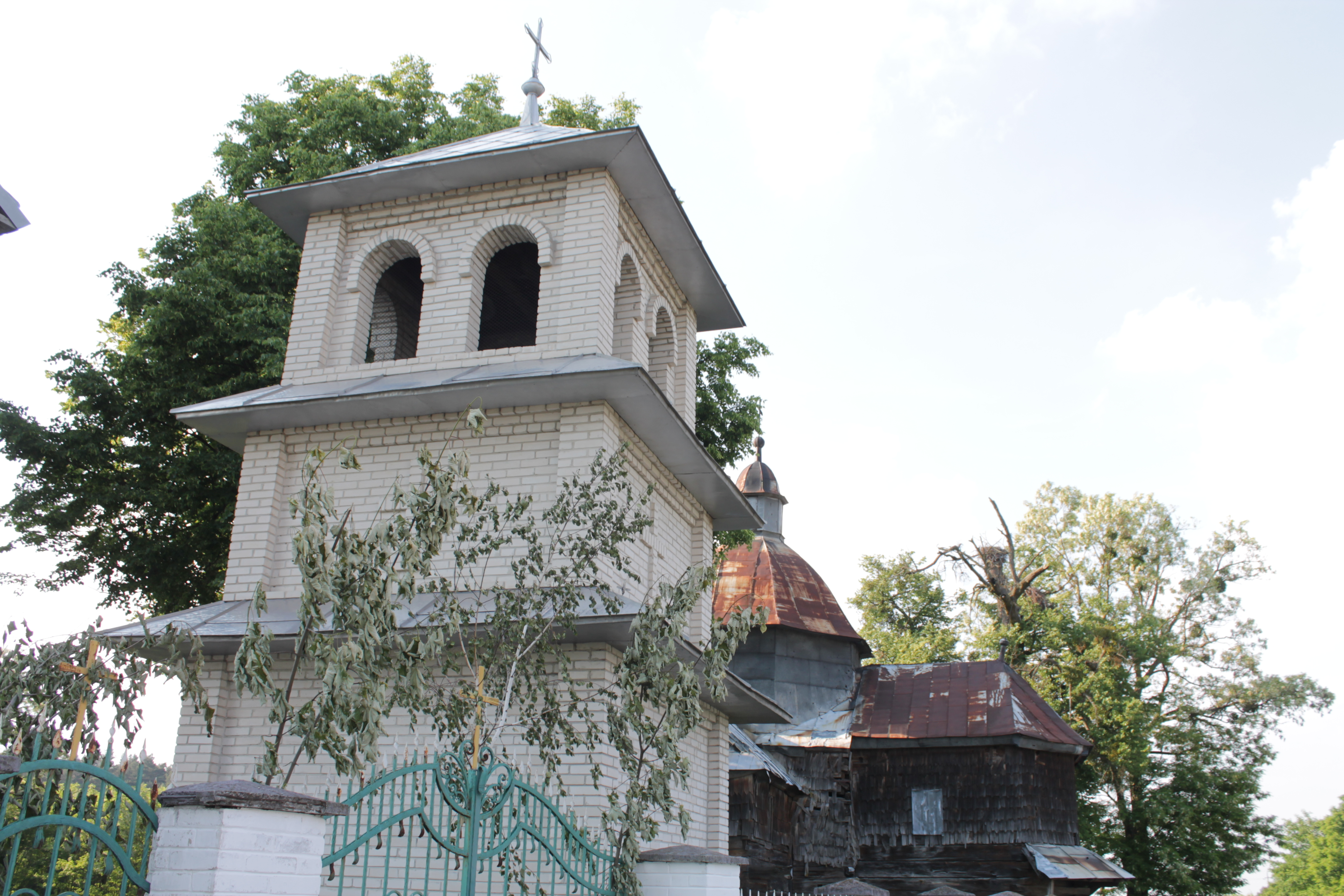

## Музей-садиба родини Федунів
30 липня 2011 року відбулося урочисте відкриття приватного музею-садиби родини Федунів. Заклад розташований у мурованому будинку збудованому у 1938 році Михайлом Федуном (1902—1941).

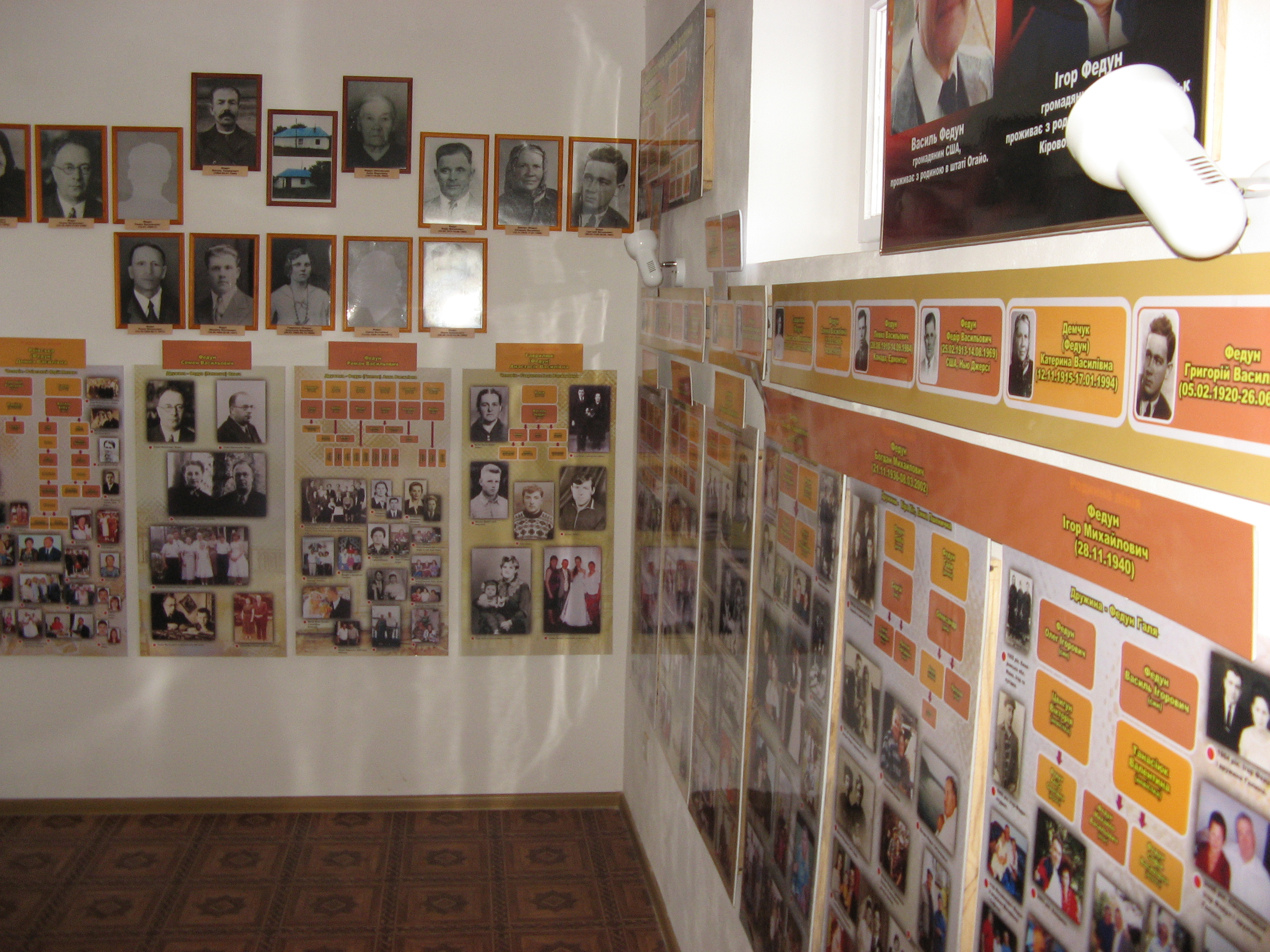

## Відомі люди
Народилися
- Вітюк Мартин — праведник народів світу[14].
- Горкуша Павло Васильович (2001—2023) — солдат Збройних сил України, учасник російсько-української війни[15].
- Лео Каннер (13 червня 1894, Клекотів — 3 квітня 1981, Меріленд, США) — відомий український та американський психіатр єврейського походження, знаменитий першим описом дитячого аутизму, один з засновників дитячої психіатрії. Дитячий або інфантильний аутизм названий на його честь — «синдромом Каннера».[16]